# Marcipalina berioi
Marcipalina berioi là một loài bướm đêm trong họ Erebidae.